# 通訊傳播財團法人
從事通訊傳播業務者，包括股份有限公司及財團法人兩種，該財團法人即是所謂的「通訊傳播財團法人」。

## 法令依據
- 衛星廣播電視法第9條第1項：「衛星廣播電視事業之組織，以股份有限公司及財團法人為限。」

## 定義
- 國家通訊傳播委員會審查通訊傳播財團法人設立許可及監督要點第2點：「本要點所稱財團法人，指以促進通訊傳播匯流為目的，從事通訊傳播監理、相關技術發展之研究或國際交流合作之財團法人。」

## 主管機關
- 依國家通訊傳播委員會組織法第2條：「自本會成立之日起，通訊傳播相關法規，包括電信法、廣播電視法、有線廣播電視法及衛星廣播電視法，涉及本會職掌，其職權原屬交通部、行政院新聞局、交通部電信總局者，主管機關均變更為本會。其他法規涉及本會職掌者，亦同。」是以，自2006年2月22日國家通訊傳播委員會（National Communications Commission, NCC）正式成立時，「通訊傳播財團法人」之主管機關即由行政院新聞局改為國家通訊傳播委員會。

## 業者名單
- 依據國家通訊傳播委員會公布之統計數字，至2010年8月底，通訊傳播財團法人共計3家。
- 財團法人公共電視文化事業基金會，1998年成立，目前經營：原住民族電視台、客家電視台。
- 財團法人台灣基督長老教會傳播基金會，2001年成立，目前經營：新眼光電視台。
- 財團法人慈濟傳播人文志業基金會，2006年成立，目前經營：大愛二台。